# Twin Lakes (Minnesota)
Pour les articles homonymes, voir Twin Lakes.
Twin Lakes est une ville américaine située dans le Comté de Freeborn, dans le Minnesota. Selon le recensement de 2010, sa population est de 151 habitants.